# Superliga 2 Femenina de Voleibol de España
Superliga 2 Femenina de Voleibol de España är den nästa högsta serien i volleyboll för damer i Spanien. Den spelas (2023) i tre grupper där de två bästa från varje grupp gör upp om uppflyttningsplatser till Superliga Femenina de Voleibol. Serien ersatte Liga FEV.

## Upplagor
| Upplaga                   | Podium                            | Podium                            | Podium                            |
| Upplaga                   | Guld                              | Silver                            | Brons                             |
| ------------------------- | --------------------------------- | --------------------------------- | --------------------------------- |
| 2007/2008 mer information | CV Haro                           | CV Torrelavega                    | CV Córdoba                        |
| 2008/2009 mer information | AD A Pinguela                     | CV Finestrat                      | CV Torrelavega                    |
| 2009/2010 mer information | CV Torrelavega                    | CV Miranda                        | CV Logroño                        |
| 2010/2011 mer information | CV Logroño                        | Voley Murcia                      | CV Vall d’Hebron                  |
| 2011/2012 mer information | CD Iruña                          | CV Barcelona                      | CV Alcobendas                     |
| 2012/2013 mer information | CV Vall d’Hebron                  | CV Alcobendas                     | CV Nuestra Señora de la Luz       |
| 2013/2014 mer information | CV Emevé                          | CV Torrelavega                    | RGC Covadonga                     |
| 2014/2015 mer information | CV Haris                          | Voley Playa Madrid                | CV Sant Cugat                     |
| 2015/2016 mer information | CV Universidad Guadalajara        | CV Sant Cugat                     | CV Cuesta Piedra                  |
| 2016/2017 mer information | Tenerife Sur Voleibol             | CV Cide                           | RGC Covadonga                     |
| 2017/2018 mer information | CV Elche                          | CV Emevé                          | CV Madrid                         |
| 2018/2019 mer information | CV Kiele                          | CV Nuestra Señora de la Luz       | AD Algar Surmenor                 |
| 2019/2020 mer information | Avbruten p.g.a. Covid-19-pandemin | Avbruten p.g.a. Covid-19-pandemin | Avbruten p.g.a. Covid-19-pandemin |
| 2020/2021 mer information | CV Barcelona                      | Voley Playa Madrid                | CV Esplugues                      |
| 2021/2022 mer information | CD Heidelberg                     | Voley Playa Madrid                | CV Aguere                         |
| 2022/2023 mer information | CV Barcelona                      | CV Cuesta Piedra                  | CV Premiá de Dalt                 |
| 2023/2024 mer information | CV Barcelona                      |                                   |                                   |

## Medaljörer
| Pos. | Lag                         | Guld | Silver | Brons |
| ---- | --------------------------- | ---- | ------ | ----- |
| 1    | CV Barcelona                | 3    | 1      | -     |
| 2    | CV Torrelavega              | 1    | 2      | 1     |
| 3    | CV Emevé                    | 1    | 1      | -     |
| 4    | CV Logroño                  | 1    | -      | 1     |
|      | CV Vall d’Hebron            | 1    | -      | 1     |
| 6    | AD A Pinguela               | 1    | -      | -     |
|      | CD Heidelberg               | 1    | -      | -     |
|      | CD Iruña                    | 1    | -      | -     |
|      | CV Elche                    | 1    | -      | -     |
|      | CV Haris                    | 1    | -      | -     |
|      | CV Haro                     | 1    | -      | -     |
|      | CV Kiele                    | 1    | -      | -     |
|      | CV Universidad Guadalajara  | 1    | -      | -     |
|      | Tenerife Sur Voleibol       | 1    | -      | -     |
| 15   | Voley Playa Madrid          | -    | 3      | -     |
| 16   | CV Alcobendas               | -    | 1      | 1     |
|      | CV Cuesta Piedra            | -    | 1      | 1     |
|      | CV Nuestra Señora de la Luz | -    | 1      | 1     |
|      | CV Sant Cugat               | -    | 1      | 1     |
| 20   | CV Cide                     | -    | 1      | -     |
|      | CV Finestrat                | -    | 1      | -     |
|      | CV Miranda                  | -    | 1      | -     |
|      | Voley Murcia                | -    | 1      | -     |
| 24   | RGC Covadonga               | -    | -      | 2     |
| 25   | AD Algar Surmenor           | -    | -      | 1     |
|      | CV Aguere                   | -    | -      | 1     |
|      | CV Córdoba                  | -    | -      | 1     |
|      | CV Esplugues                | -    | -      | 1     |
|      | CV Madrid                   | -    | -      | 1     |
|      | CV Premiá de Dalt           | -    | -      | 1     |